# 毛卷层云
毛卷层云（学名：Cirrostratus fibratus，缩写： Cs fib )，是卷层云的一种。毛卷层云形似纤维状的面纱，云体上能见细薄的条纹。毛卷层云可以自毛卷云发展而来，在更少的情况下也可由密卷云发展而来。